# Musée du Hiéron
Le musée du Hiéron est un musée français d'art sacré qui se trouve dans la commune de Paray-le-Monial, en Bourgogne du Sud. Il est classé musée de France et inscrit au patrimoine des monuments historiques depuis le 21 décembre 2015,.

## Histoire

### Origine
Créé à l'initiative du jésuite Victor Drevon et du baron Alexis de Sarachaga au XIXe siècle, le musée du Hiéron (du grec hieros, qui signifie "sacré") est considéré aujourd'hui comme le plus ancien musée d'art sacré de France construit en tant que tel. Le travail des fondateurs a permis de réunir, à la fin du XIXe siècle, un ensemble unique de centaines d'œuvres d'art, peintures et sculptures, autour du thème de l'eucharistie, thème en lien avec les sanctuaires de Paray-le-Monial (apparitions du Christ à Sainte Marguerite-Marie Alacoque au XVIIe siècle).

### L'édifice
Le bâtiment a été construit entre 1890 et 1893 par l'architecte parisien Noël Bion pour abriter la collection. Au cœur de l'édifice on trouve une grande salle octogonale, coiffée d'une charpente type Eiffel. Elle donne sur quatre galeries, particulièrement lumineuses car surmontées de larges verrières métalliques.
Fermé au début des années 1990 en raison d'un dégât des eaux, le bâtiment a été entièrement rénové en 2005 par la municipalité de Paray-le-Monial grâce à l'intervention des architectes Catherine Frenak et Béatrice Jullien. Les œuvres ont été restaurées avant d'être exposées au public au C2RMF de Versailles mais également sur place. Le musée propose aujourd'hui un nouveau parcours muséographique thématique ainsi que des visites guidées pour adultes et jeune public et une salle multimédia.

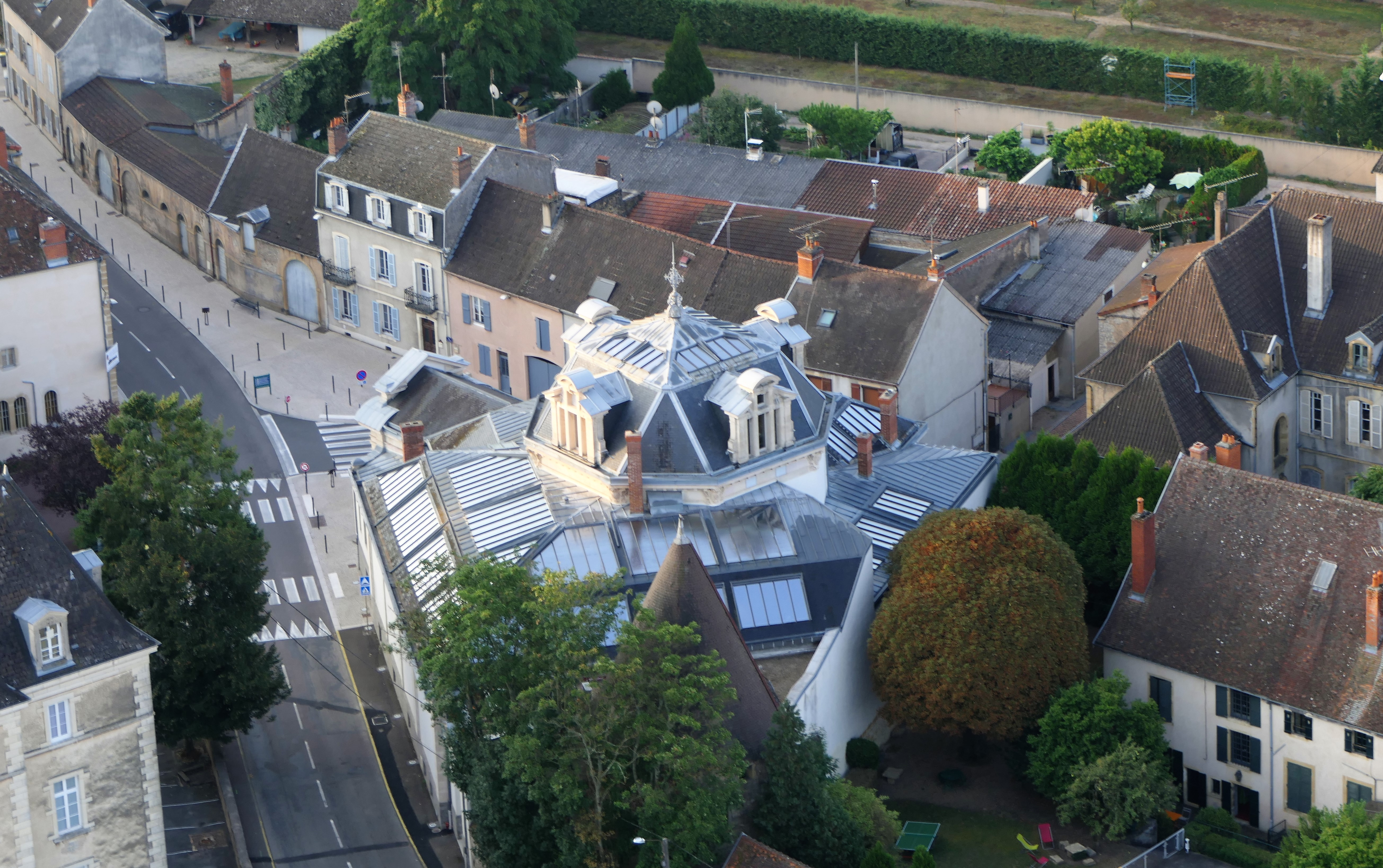
Vue aérienne du bâtiment.

### Tentatives de vol et vol de parties duVia Vitae
En juillet 2017, deux couronnes de Romay de l’orfèvre Paul Brunet avaient été volées durant la nuit,. Dans la nuit du 24 au 25 septembre 2022, trois cambrioleurs ont essayé de s'emparer du Via vitae, l'œuvre monumentale de l'artiste joaillier Joseph Chaumet. Sans succès. Deux ans plus tard, le 21 novembre 2024, des parties de l'œuvre, estimée de 5 à 7 millions d’euros, sont dérobées lors d'un braquage. Au Journal de Saône-et-Loire, le parquet de Mâcon précise qu'il s'agissait de quatre personnes « casquées, encagoulées et gantées » venus avec des motos. Ils sont entrés dans le musée en tenant en joue, avec une arme d'épaule, les visiteurs et les employés du musée.

## Collections
La principale collection du musée est composée de peintures des XVIIe et XVIIIe siècles provenant des écoles italiennes, espagnoles, allemandes, françaises et flamandes. Le thème de l'eucharistie était alors en effet très présent dans l'art sacré à la suite de la Réforme catholique et du concile de Trente. Cette collection attire l'attention par sa cohérence mais également par la qualité formelle et l'originalité de certains tableaux. Ainsi, on relèvera, entre autres, La lévitation de saint Thomas de Cori, 1786, d'Antonio Cavallucci, aux couleurs chatoyantes, Le bienheureux Bernardo Tolomei communiant les malades de la peste, XVIIe siècle, École italienne et Intérieur d'église, de Hendrick Van Steinwick le Jeune (1580-1649).
Le musée est aussi riche d'œuvres plus anciennes comme le Tympan provenant de l'église d'Anzy-le-Duc, XIIe siècle, Quatre petits panneaux représentant St Ulrich d'Augsbourg – St André – St Étienne et St Marc, XVe siècle, école allemande et l'énigmatique Christ au sourire, statue en terre cuite du début XVIe siècle, France.
L'édifice est, depuis sa réouverture en 2005, l'écrin d'un Trésor National : la Via Vitae, « Chemin de Vie », œuvre monumentale et précieuse réalisée par l'artiste joaillier Joseph Chaumet de 1894 à 1904 dans ses salons parisiens de la place Vendôme. Présentée jusqu'en 1993 à Paris, place Vendôme, dans les salons de la joaillerie Chaumet, elle n'était accessible qu'à quelques visiteurs privilégiés. Ce chef-d'œuvre de trois mètres de hauteur sur trois mètres de largeur avec un poids d'environ trois tonnes évoque les principaux épisodes de la vie du Christ, de la Nativité à la Résurrection. La Voie de la Vie est réalisée en matériaux précieux : or et ivoire pour les cent trente huit figurines représentant des scènes de la vie du Christ. Argent patiné et doré et cristal de roche formant la Trinité dans une gloire ainsi que 195 diamants et 288 rubis figurant l'hostie au sommet,.
Parmi les œuvres plus récentes, on notera Le Sacré-Cœur, de Maurice Denis (1870-1943), peintre du mouvement Nabi, qui donne une interprétation originale d'un thème surtout présent dans l'art populaire.
En 2007, il a été fait don au musée d'une quarantaine de tableaux de Jean-Georges Cornélius (1880-1963). Deux peintures d'Alfred Manessier (1911-1993), Le soir du Vendredi Saint et La Passion selon St Jean y sont également exposées depuis 2008 ainsi que trois œuvres de Jean Bertholle.
Chaque année, une nouvelle exposition d'art contemporain est proposée au public. C'est aussi l'occasion de découvrir autrement les œuvres anciennes, exposées en regard des œuvres récentes. L'exposition 2012 était consacrée aux œuvres de Thomas Gleb, Georges Jeanclos et Max Wechsler. En 2013 : « Une spiritualité au féminin », exposition réunissant 18 artistes femmes dont les œuvres sont présentées sur deux lieux : au musée du Hiéron et au musée d'Art sacré de Dijon jusqu'au 30 décembre 2013.

## Quelques œuvres exposées
- Tympan provenant de l'église d'Anzy-le-Duc, XIIe siècle

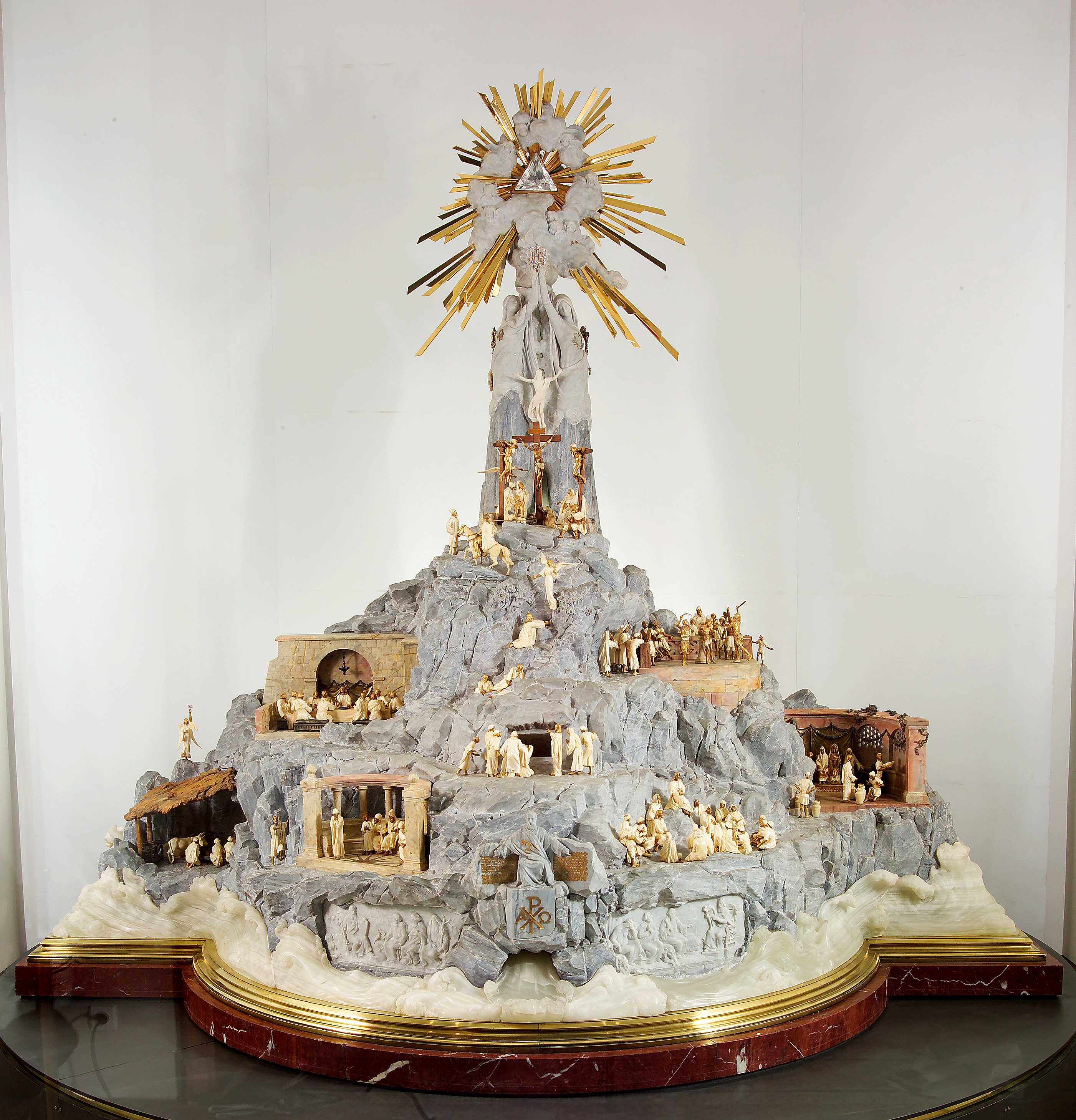
Via Vitae [Chemin de vie]. Joseph Chaumet (1852-1928). Collection du musée eucharistique du Hiéron

- Peinture sur bois : La Stigmatisation de St François et La Communion de Marie-Madeleine, de Girolamo di Benvenuto (1470-1524)
- Quatre petits panneaux, éléments d’un triptyque, St Ulrich d'Augsbourg – St André – St Étienne et St Marc, XVe siècle, École allemande
- Christ au sourire, Statue en terre cuite, début XVIe siècle, France, H.104, L. 29, P. 32 cm,
- Vierge à l’Enfant entourée de deux Dominicains de St Jérôme et un donateur, de Denis Calvaert (1540-1619)
- Antoine de Padoue et le miracle de la mule, de Ippolito Scarcello dit Scarsellino (1551-1620)
- La Foi, l'Espérance et la Charité déplorant le Christ mort, de Gregorio Pagani (1558-1605)
- Intérieur d'église, de Hendrik van Steenwijk II (vers 1580-1649)
- Le Repas chez Simon, de Matteo Ingoli (1587-1631)
- La Communion des Apôtres, attribué à  Luca Giordano (1632-1705)
- Le Christ en gloire entouré de saints, de Giovanni Battista Benaschi (1636-1688)
- Le bienheureux Bernardo Tolomei communiant les malades de la peste, XVIIe siècle), École italienne,
- L'Adoration de l'Agneau mystique, de Jean Jouvenet (1644-1717) Huile sur toile - 129 × 96 cm
- Saint Pierre et saint Paul poursuivant l'Hérésie, de Gaspare Diziani (1689-1767)
- Saint Philippe de Néri en extase, de Corrado Giaquinto (1703-1765)
- Le Cœur de Jésus et l’Eucharistie, de Pietro Tedeschi (1708-87)
- Le triomphe de l'Eucharistie au-dessus d'un port au soleil levan, inconnu, XVIIe siècle
- La lévitation de Thomas de Cori, 1786, d'Antonio Cavallucci (1752-1795), huile sur toile, H.300 × L.200 cm
- Via Vitae, (1894-1904), de Joseph Chaumet : Pièce d'orfèvrerie en or, ivoire, argent doré et patiné, platine, cristal de roche, diamants, rubis, marbres, albâtre, bronze doré. Hauteur : 2,70 mètres ; Largeur du socle : 3 mètres
- Le Sacré-Cœur, de Maurice Denis (1870-1943)
- 48 tableaux (dont le Christ Roi) de Jean-Georges Cornélius (1880-1963)
- Le soir du Vendredi Saint, 1973-1983, d'Alfred Manessier (1911-1993)
- La Passion selon St Jean, 1988, d'Alfred Manessier (1911-1993)

### Galerie

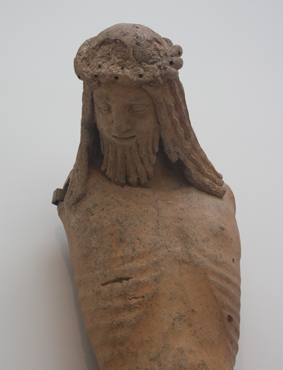
Christ au sourire. Statue en terre cuite, XVIe siècle.
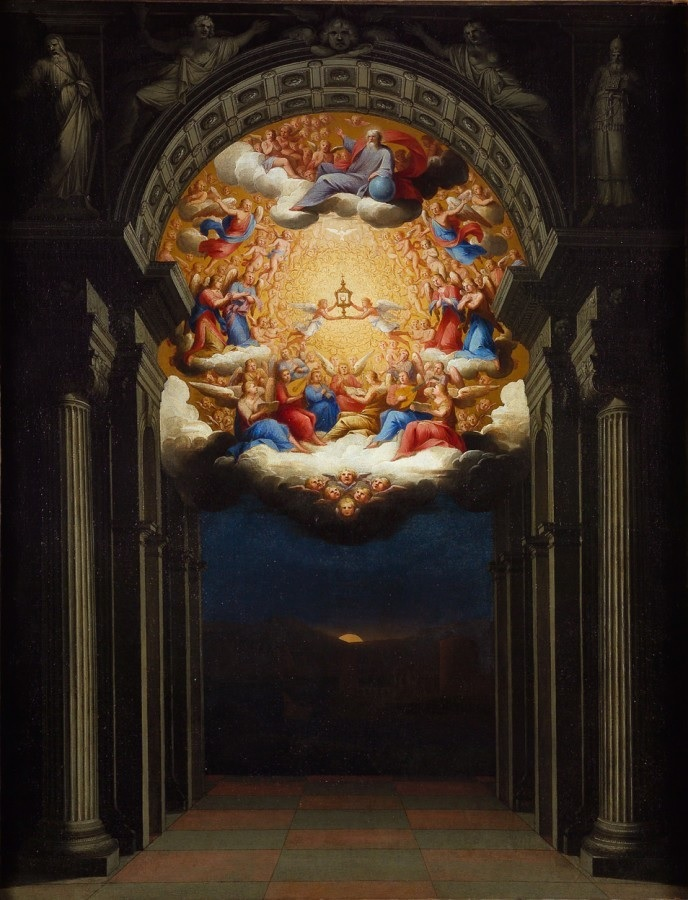
Le triomphe de l'Eucharistie au-dessus d'un port au soleil levant. Anonyme italien, XVIIe siècle.
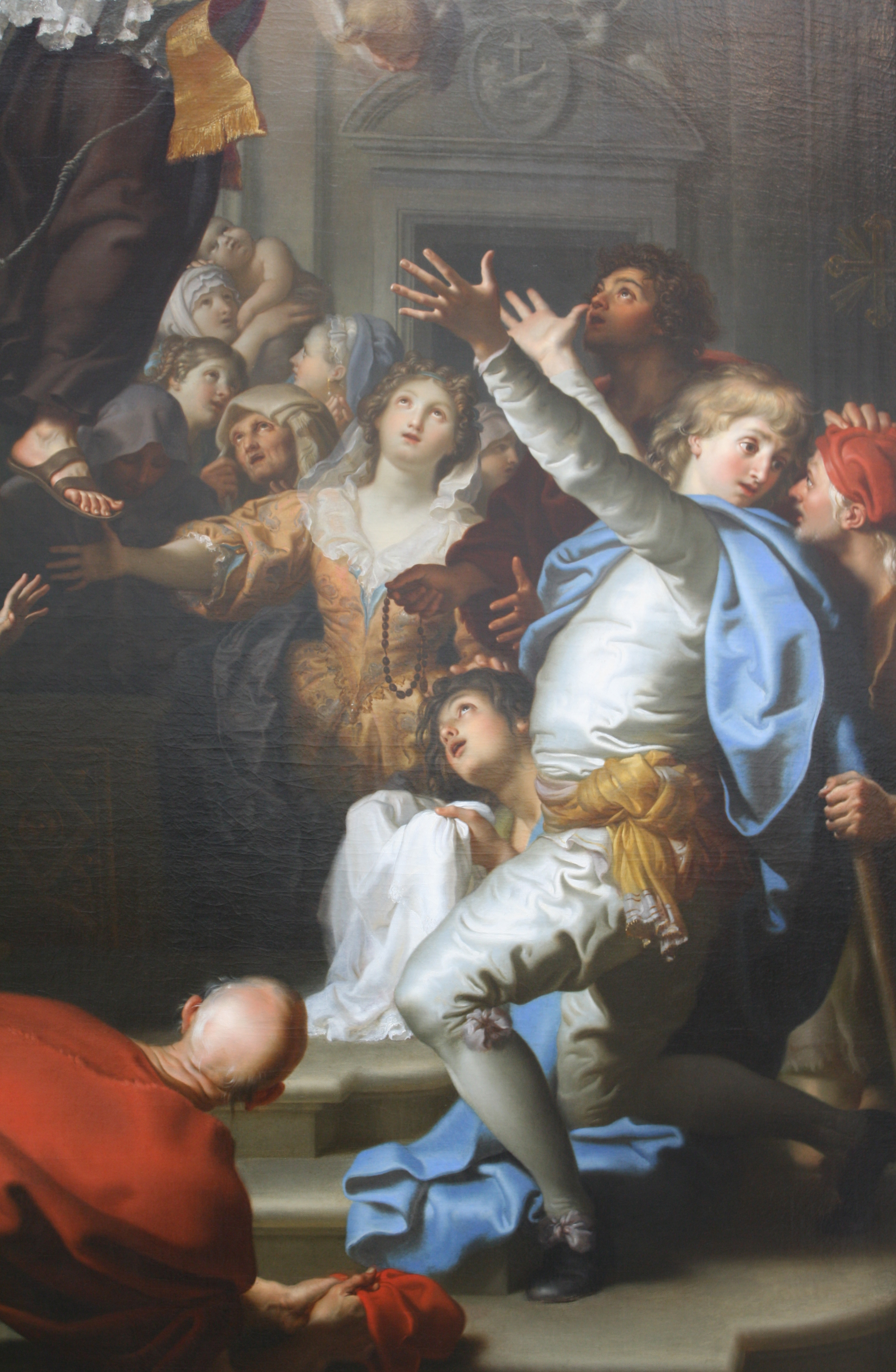
La lévitation de Thomas de Cori (1786). Détail. Antonio Cavallucci.

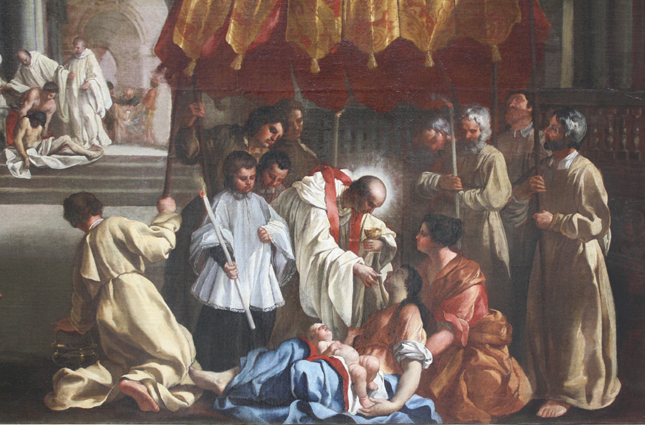
Le bienheureux Bernardo Tolomei donnant la communion aux malades de la peste. Détail, XVIIe siècle, École italienne.
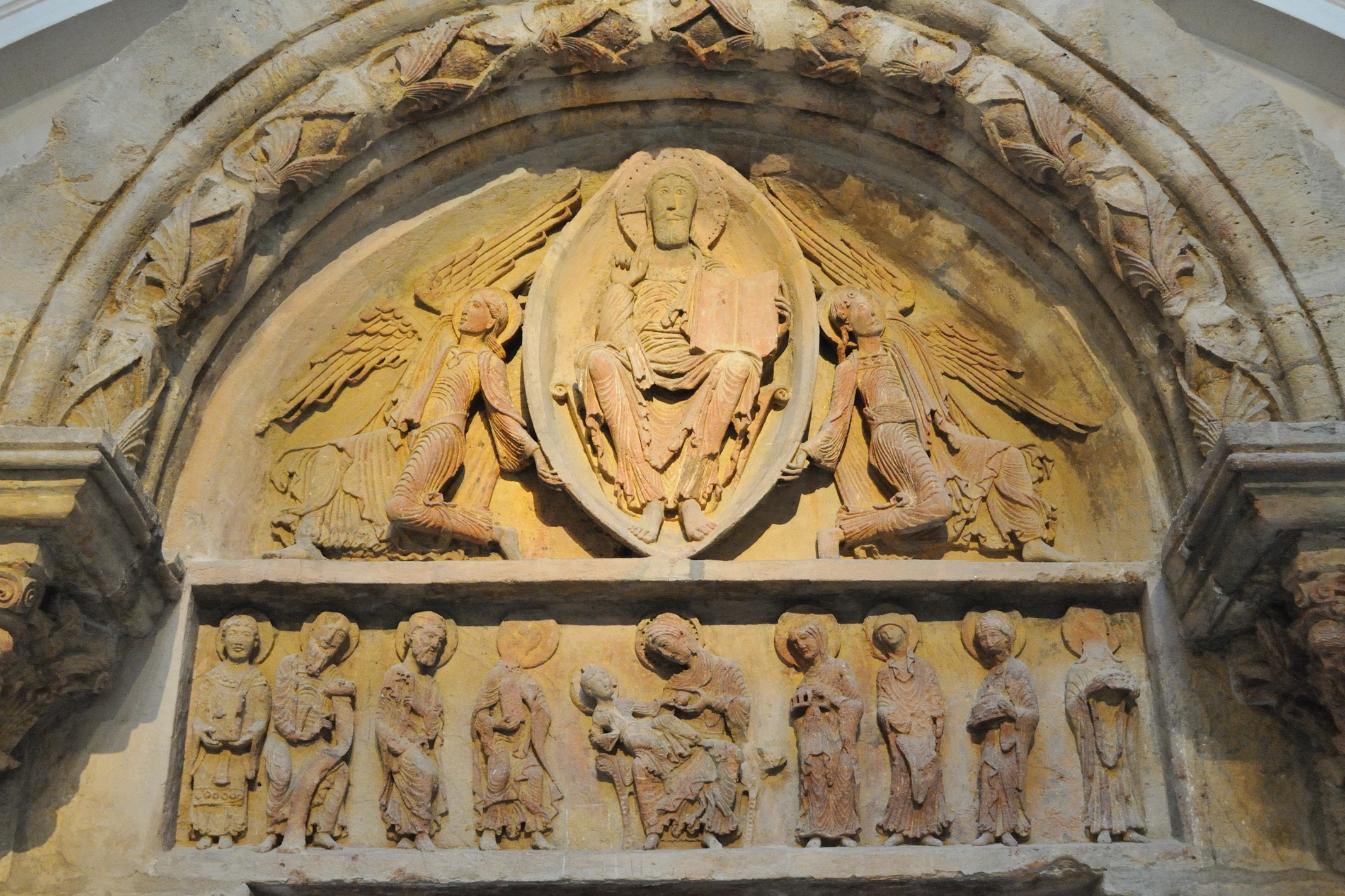
Tympan du XIIe siècle provenant de l'église d'Anzy-le-Duc.
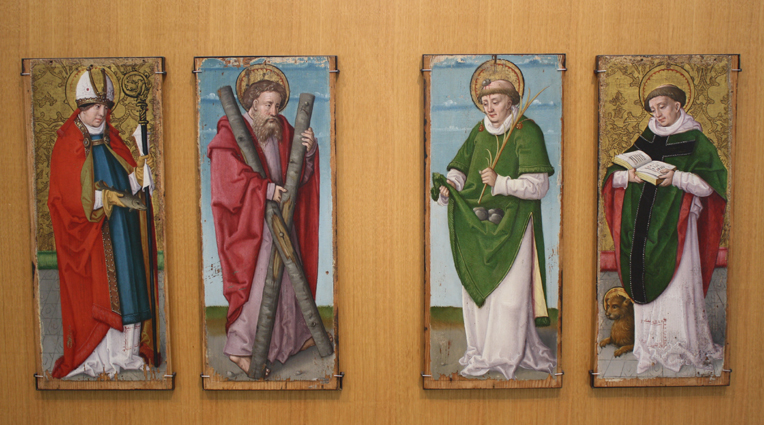
Quatre petits panneaux, éléments d’un triptyque. XVe siècle, École allemande.